# Sveta Barbara
Sveta Barbara, krščanska mučenka in svetnica, * 3. stoletje, Nikomedija, † 4. december 306, Nikomedija.

## Življenje
Kakor pravijo legende je bila Barbara hčer bogatega pogana z imenom Dioskur. Oče jo je imel zastraženo in zaprto v stolpu, da bi jo obvaroval od zunanjega sveta. Ko je na skrivaj postala kristjanka, je zavrnila možitveno ponudbo, ki ji jo je posredoval oče. Preden je ta odpotoval, je zapovedal, naj poleg njenega bivališča uredijo zasebno kopališče, namenjeno njej. V njegovi odsotnosti je nato Barbara ukazala, naj naredijo na stolpu namesto dveh oken tri okna, ki predstavljajo Sveto Trojico.
Ko se je oče vrnil, se je izpovedala za kristjanko. Potegnil je meč, da bi jo ubil, vendar je na njeno molitev v zidu stolpa nastala luknja, ona pa je bila čudežno prenešena v gorsko sotesko, kjer sta dva pastirja pazila na svoji čredi. Dioskur je v iskalni gonji naletel na prvega pastirja, a ga je slednji uspel zavrniti, vendar drugi pastir je Barbaro izdal, za posledico pa okamenel, njegova čreda pa se je spremenila v kobilice.
Barbaro so odvlekli pred Martinija, prefekta province, ki jo je strašno mučil, vendar je ostala zvesta svoji veri. Ponoči je celico obsijala svetloba in nastopili so novi čudeži. Vsako jutro so bile njene rane zaceljene. Bakle, s katerimi so jo hoteli zažgati, so ugasnile, čim so se ji z njimi približali. Nazadnje so jo obsodili na smrt z obglavljenjem. Oče je osebno izvršil smrtno obsodbo, a ga je za kazen na poti domov zadela strela, ki je použila njegovo telo. Barbarino truplo je pokopal kristjan Valentin, njen grob pa je postal kraj čudežev. Po neki legendi je umrla 4. decembra leta 306 v rodni Nikomediji v provinci Bitiniji v Mali Aziji.

## Pokroviteljstvo
Sveto Barbaro častijo katoličani, ki se pri delu soočajo z nevarnostjo nenadne in nasilne smrti. Je pokrovitelj rudarjev, predorov, oklepnikov, vojaških inženirjev, orožnikov in vseh drugih, ki so delali s topovi in eksplozivi. Prizivajo jo proti grmenju in strelam ter vsem nesrečam, ki so posledica eksplozij smodnika. Postala je zavetnica topničarjev.
Španska beseda santabárbara, ustrezna italijanska beseda santabarbara in zastarela francoska Sainte-Barbe pomeni skladišče smodnika ladje ali trdnjave. V navadi je bil ob njem postaviti kip svete Barbare, ki je zaščitila ladjo ali trdnjavo pred nenadnimi eksplozijami. Sveta Barbara je zavetnica italijanske mornarice.
Ob gradnji predorov je kot dolgoletna tradicija ena prvih nalog za vsak nov projekt postavitev majhnega svetišča s sveto Barbaro na portalu predora ali na podzemnem križišču v dolge predore. Temu pogosto sledi posvetilo in priklic svete Barbare za zaščito vseh, ki delajo na projektu v obdobju gradnje.